# 克雷沃朗
克雷沃朗（法語：Crest-Voland，法語發音：[kʁe vɔlɑ̃]）是法国萨瓦省的一个市镇，属于阿尔贝维尔区。

## 地名
该地名“Crest-Voland”发音为[kʁe vɔlɑ̃]，字母“st”不发音，《世界地名译名词典》将其误译作“克雷斯特沃朗”。

## 地理
克雷沃朗（45°47'42"N, 6°30'20"E）面积9.96 平方千米，位于法国奥弗涅-罗讷-阿尔卑斯大区萨瓦省，该省份为法国东部省份，历史上为薩伏依的一部分，北起上萨瓦省，西接伊泽尔省和安省，南部和东部与上阿尔卑斯省和意大利接壤。
与克雷沃朗接壤的市镇（或旧市镇、城区）包括：科埃诺、欧特吕斯、贝勒孔布圣母村、圣尼古拉拉沙佩勒、于日讷。
克雷沃朗的时区为UTC+01:00、UTC+02:00（夏令时）。

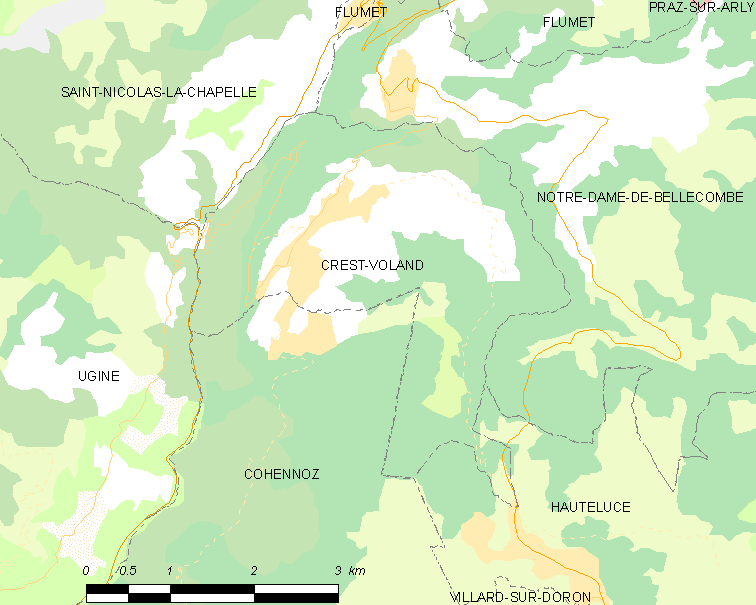
克雷沃朗的OSM定位图

## 行政
克雷沃朗的邮政编码为73590，INSEE市镇编码为73094。

## 政治
克雷沃朗所属的省级选区为于日讷县。

## 人口

1962-2008年间克雷沃朗人口变化图示

克雷沃朗于2022年1月1日时的人口数量为338人。